# カンピーリア・マリッティマ
カンピーリア・マリッティマ(伊: Campiglia Marittima)は、イタリア共和国トスカーナ州リヴォルノ県にある、人口約12,000人の基礎自治体（コムーネ）。

## 地理

### 位置・広がり

#### 隣接コムーネ
隣接するコムーネは以下の通り。
- ピオンビーノ
- サン・ヴィンチェンツォ
- スヴェレート

### 気候分類・地震分類
カンピーリア・マリッティマにおけるイタリアの気候分類 (it) および度日は、zona D, 1865 GGである。
また、イタリアの地震リスク階級 (it) では、zona 4 (sismicità molto bassa) に分類される。